# Partido Nacional Corporativo
El Partido Nacional Corporativo fue un partido político fascista en Irlanda fundado por Eoin O'Duffy en junio de 1935 en una reunión de 500 personas. Se separó de Fine Gael cuando O'Duffy fue removido como líder de dicho partido, el cual se fundó con la unión de los Camisas Azules de O'Duffy, conocidos formalmente como la Guardia Nacional o la Asociación de Camaradas del Ejército, con Cumann na nGaedheal, y el Partido de Centro Nacional.
El Partido Nacional Corporativo buscaba establecer un estado corporativo en Irlanda y era de tendencias anticomunistas. Su cuerpo paramilitar eran los Camisas Verdes. Alrededor de 80 de los Camisas Azules pasaron a ser Camisas Verdes. El partido recaudaba fondos mediante bailes públicos. A diferencia de los Camisas Azules, cuyo objetivo era el establecimiento de un estado corporativo mientras Irlanda permanecía adentro de la Mancomunidad Británica con el objeto de apaciguar a los moderados dentro de Fine Gael, el Partido Nacional Corporativo estaba dedicado al establecimiento de una república fuera del Imperio Británico con O'Duffy presentando su partido como el verdadero sucesor de los ideales del Alzamiento de Pascua. El partido también se dedicó a la preservación y promoción del lenguaje irlandés y la cultura gaélica, algo que posteriormente se vería reflejado en un posterior partido fascista en Irlanda, Ailtirí na hAiséirghe.
No obstante, no logró adquirir apoyo popular, ya que la mayoría de los miembros de Fine Gael se mantuvieron leales a su partido y O'Duffy solo pudo asegurar un puñado de seguidores leales para su grupo.
O'Duffy dejó Irlanda en 1936 para liderar una voluntariada Brigada Irlandesa en la Guerra Civil Española, una acción la cual podría traer el declive del Partido Nacional Corporativo. Se retiró en su regreso en 1937. Sin él, tanto los Camisas Verdes como el Partido Nacional Corporativo perdieron potencia. El partido se disolvió en 1937.